# 理查德·萊德
理查德·萊德（英語：Richard Ryder，1942年8月20日—1995年10月27日）是一位美國演員，於紐約州羅徹斯特出生。
理查德曾飾演過多部電影，包括「虐待」（Abuse）和「永遠年輕」（Forever Young）；他亦曾出演過多部電視電影，例如「三人一組」（Threesome）、「湖人隊女孩」（Laker Girls）、「聞所未聞的流淚：唐納·雅克里奇的故事」（Cries Unheard: The Donna Yaklich Story）以及「當黑暗的人呼叫時」（When the Dark Man Calls）。
此外，理查德不但曾經於連續劇星空奇遇記：銀河前哨的子集「過去的序章」（Past Prologue）及「巴別塔」（Babel）中飾演以一位貝久人的民意代表外，也曾在劇集「夢想」（Dream On）、「設計女人」（Designing Women）和「五人黨」（Party of Five）裏飾演嘉賓角色。
理查德·萊德最終於1995年10月27日因感染愛滋病在加利福尼亞州荷里活逝世，享年53歲。

## 外部連結
- 理查德·萊德在互联网电影资料库（IMDb）上的資料（英文）
- Richard Ryder 在阿尔法记忆的相关页面（一個的Wiki網站）
- 在Find a Grave上的理查德·萊德